# Rafael Yaghobzadeh
Rafael Yaghobzadeh est un reporter-photographe français, né le 20 janvier 1991 à Paris.
Il est lauréat du prix Rémi Ochlik de la ville de Perpignan à Visa pour l’image en 2017.

## Biographie
Rafael Yaghobzadeh est le fils du reporter-photographe Alfred Yaghobzadeh. Sa mère est égyptienne et libanaise. Son père lui offre son premier appareil à onze ans et sa première photo  a été publiée à treize ans. Son père l’emmène très tôt sur les manifestations.  
Il commence la photographie en 2002, tout en poursuivant sa scolarité et étudie l’Histoire à Paris-1 Sorbonne. Parallèlement, il couvre l’actualité pour l’agence Sipa Press. 
En 2011, il photographie les révolutions arabes avant de couvrir les soulèvements populaires et autres conflits en Europe et au Moyen-Orient. Il travaille ensuite sur la situation des réfugiés dans la Jungle de Calais, à Paris et sur la route des Balkans. 
Depuis 2014, il documente sur la situation en Ukraine et sur la révolution à Kiev, au référendum en Crimée et à la guerre dans le Donbass. Aujourd’hui, sa photographie se porte vers des projets documentaires au long cours en Europe de l’est et dans le Moyen-Orient. 
Ses reportages ont été publiés dans Le Monde, Libération, Mediapart, La Repubblica, Internazionale, Der Spiegel, M le Magazine du Monde, Le Temps, Le Figaro, L’Humanité, La Croix, Le Pèlerin, L’Obs, Paris Match, VSD, Vice, 6 Mois, Fisheye, Polka Magazine... 
En 2017, il est récompensé par le Prix Remi Ochlik de la ville de Perpignan au festival de photojournalisme Visa pour l’image
Le 1er octobre 2020, Rafael Yaghobzadeh est grièvement blessé avec le reporter Allan Kaval, au cours d’un bombardement azéri près de près de Martouni dans le Haut-Karabakh, alors qu’ils couvrent la guerre entre l’Arménie et l’Azerbaïdjan pour le quotidien français Le Monde .
À partir du mois de février 2022, il couvre l’invasion de l’Ukraine par la Russie pour les quotidiens Libération et Le Monde. 

## Publications
- Printemps arabes, espoirs et réalités - Région Provence Alpes Côtes d’Azur, 2011
- She’s Lost Control, Éditions Sometimes, 2016
- Identités à venir, Éditions Delpire, 2016
- Jeunesse #12, Epic Stories, 2017
- Photo Book Vol. 2 ,  Éditions Fisheye, 2017
- Visa pour l’Image 2017, Éditions Snoeck, 2017
- Ukraïna,  Éditions Collections des Photographes, 2017[2]
- Territory, Éditions Nuit Noire, Paris, 2021,  (ISBN 978-2-490656-07-3)[8]

## Récompenses
- 2016 : Nomination Jeune Reporter -  Prix Bayeux Calvados-Normandie des correspondants de guerre pour un reportage sur la jungle de Calais[1] .
- 2016 : Coup de Cœur Reportage - Prix de La Bourse du Talent[9].
- 2017 : Prix Rémi Ochlik de la ville de Perpignan - Visa pour l’image[5],[2].
- 2018 : Nomination Jeune Reporter - Prix Bayeux Calvados-Normandie des correspondants de guerre pour son travail en Ukraine[1] .

## Expositions et projections
- 2011 : Printemps arabes, espoirs et réalités - France
- 2014 : On Rev - Centre d’animation de Paris Montgallet, France
- 2014 : Night Fever, Istanbul - Les nuit de l’année des Rencontres de la photographie d’Arles
- 2015 : Un siècle de prière, Arménie - Visa pour l’Image
- 2016 : Guerre de tranchées, Ukraine - Festival Barr’Objectif, France
- 2016 : Habiter le campement - Cité de l’architecture et du patrimoine, France
- 2016 : (U) Kraïna - Bibliothèque nationale de France François-Mitterrand, France
- 2016 : Les périples des réfugiés - Festival Karama Humain Rights, Jordanie
- 2017 : D’une guerre à l’autre, Ukraine - Visa pour l’Image, France